# EuroVelo
EuroVelo, evropska mreža kolesarskih poti, je projekt Evropske kolesarske federacije razviti 12 dolgih kolesarskih poti, ki prepredajo celotno Evropo. Skupna dolžina teh poti je čez 60.000 km, od tega je več kot 20.000 km poti že zgrajenih.
EuroVelo poti so podobne, v dolžini in konceptu, Greenway projektom, kot je East Coast Greenway v ZDA.
EuroVele poti so namenjene za kolesarski turizem po celotni celini, čeprav so uporabljene tudi lokalno. Poti so zgrajene iz že obstoječih kolesarskih poti in cest, skupaj z predlaganimi in načrtovanimi kolesarskimi potmi, ki so potrebne za sklenitev vseh poti skupaj. Vse poti so nedokončane, a so v različnih fazah gradnje.
Trenutno EuroVelo projekt ni podprt s strani Evropske unije, EuroVelo upa na takšno sodelovanje.

## Pregled EuroVelo poti

### Poti s severa na jug
- EV 1 - Pot atlantska obala: Nordkap - Sagres 8186 km
- EV 3 - Romarjeva pot: Trondheim - Santiago de Compostela, dolžina 5122 km. Pot sledi ostankom starih cest, ki so jih v srednjem veku uporabljali romarji. Prečka sedem držav: Norveško, Švedsko, Dansko, Nemčijo, Belgijo, Francijo in Španijo. Večina teh držav ima zelo dobro razvito omrežje kolesarskih poti, ki so del poti EV3.
- EV 5 - Via Romea Francigena: London - Rim in Brindisi 3900 km
- EV 7 - Srednjeevropska pot: Nordkap - Malta 6000 km
- EV 9 - Baltsko morje - Jadransko morje (Jantarska pot): Gdansk - Pulj 1930 km
- EV 11 - Vzhodnoevropska pot: Nordkap - Atene 5964 km

### Poti z zahoda na vzhod
EV 2 - Pot prestolnic: Galway - Moskva 5500 km
EV 4 - Roscoff - Kijev 4000 km
EV 6 - Atlantski ocean-Črno morje (Pot rek): Nantes - Konstanca 3653 km
EV 8 - Sredozemska pot: Cádiz - Atene 5388 km

### Krožne poti
EV 10 - Baltska kolesarska pot (Krožna pot po Hansi): 7930 km
EV 12 - Severnomorska kolesarska pot: 5932 km
Skupna mreža: 63.505 km

## EuroVelovi cilji in administracija
EuroVelovi cilji jo spodbuditi ljudi kolesariti namesto se voziti z avtom na potovanjih. Čeprav bodo nekateri ljudje doživeli celinsko čudovito kolesarsko izkušnjo, bo večina potovanj opravljenih lokalno - v šolo, službo, po nakupih ali za zabavo. Toda vsako kolesarjenje na EuroVelo poti bo zmeraj bolj veselo, saj bo uporabnik vedel, da lahko nadaljuje kolesarjenje do Moskve, Aten ali Santiaga de Compostela.